# Freilichtmuseum für Schienenfahrzeuge in Chabówka

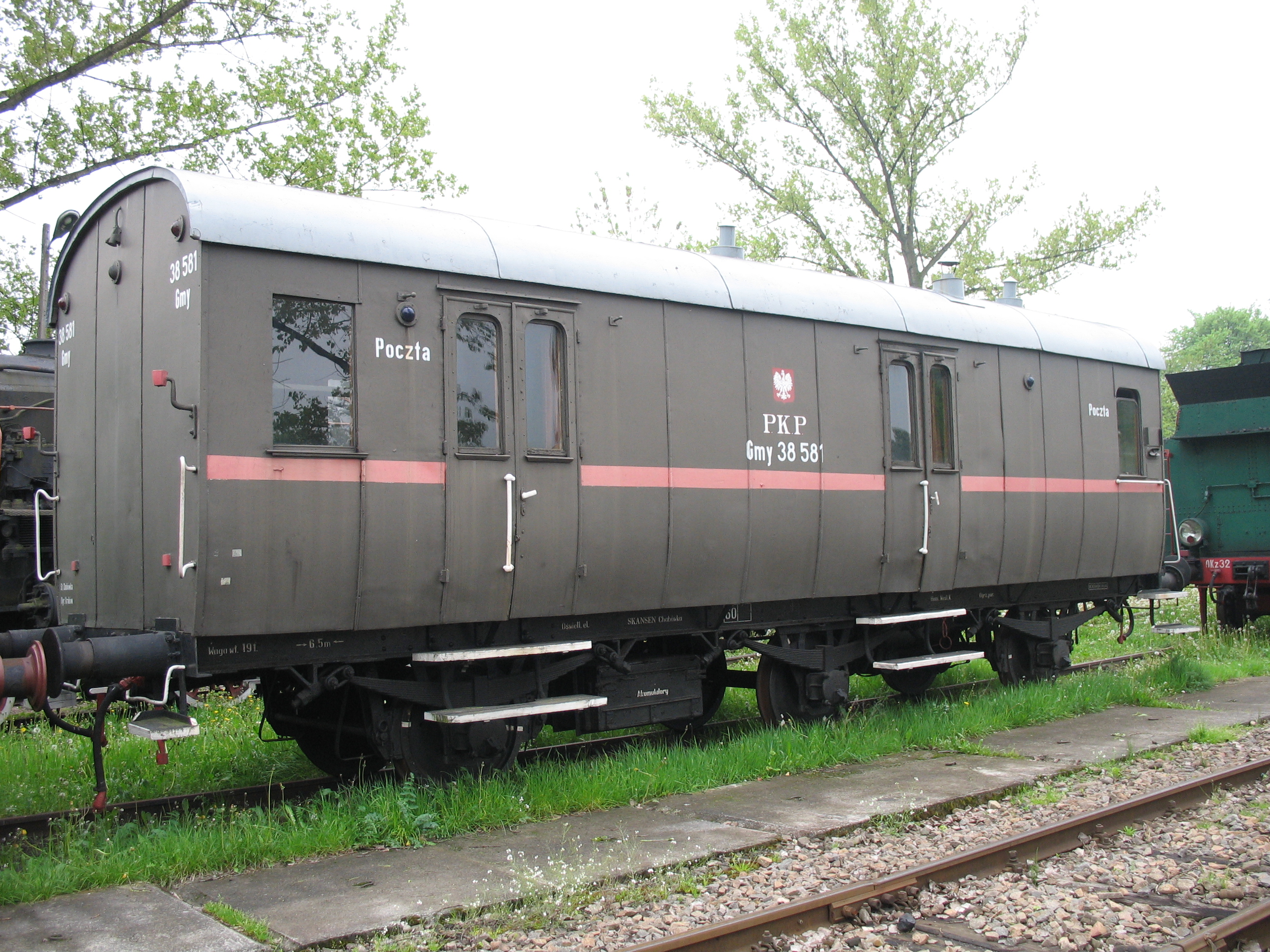
Der Postwagen im Museum

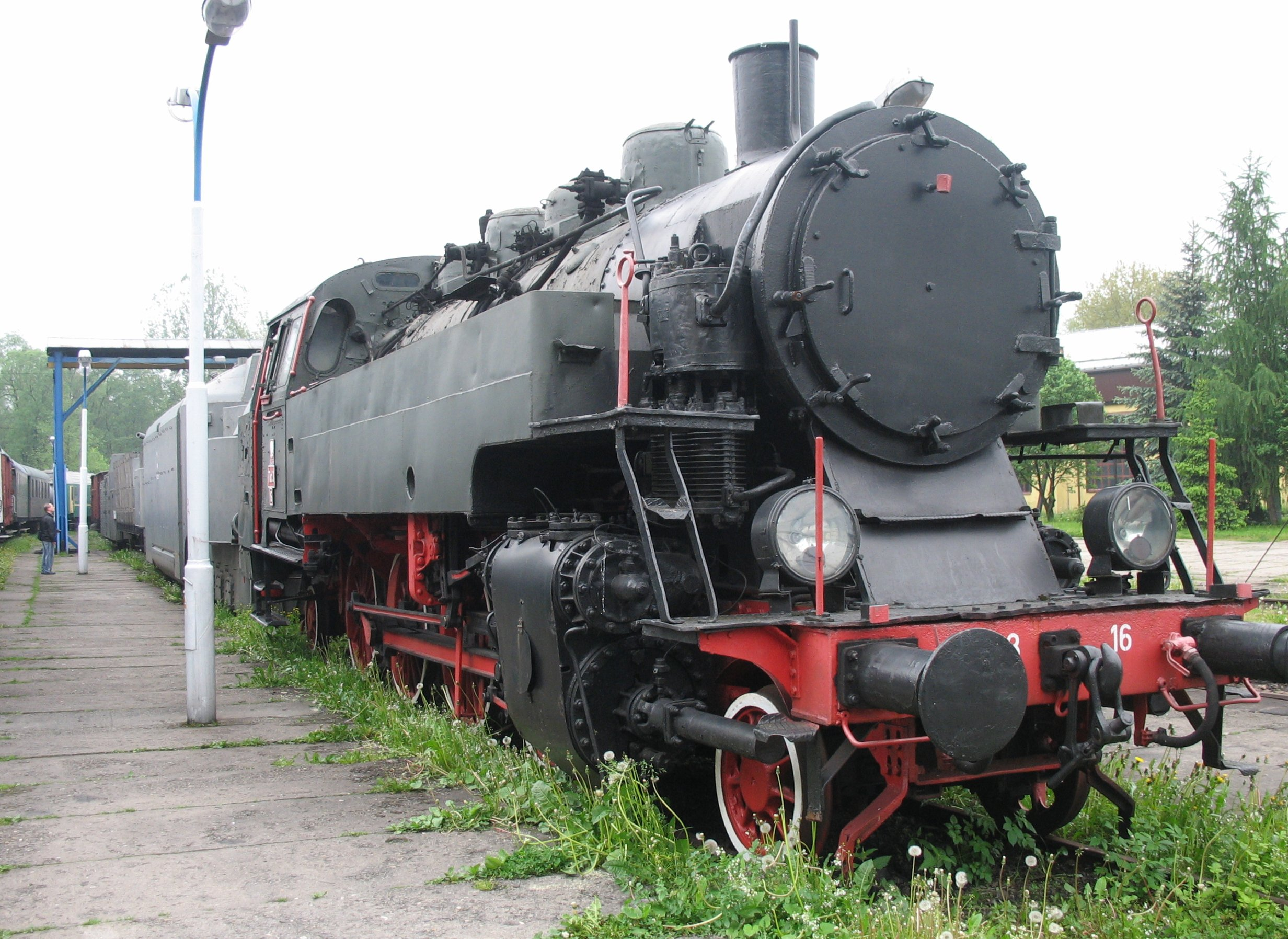
TKt3-16, ehemalige DR 86 240

Das Freilichtmuseum für Schienenfahrzeuge in Chabowka (polnisch Skansen taboru kolejowego w Chabówce) ist ein Museum in Chabówka in der Nähe von Rabka-Zdrój in Polen.

## Geschichte
Das Museum wurde 1993 gegründet. Es befindet sich auf dem Gelände des 1844 gegründeten ehemaligen Bahnbetriebswerks mit Lokschuppen. Schon seit den 1980er-Jahren wurden erste Ausstellungen von historischen Bahnfahrzeugen durchgeführt.

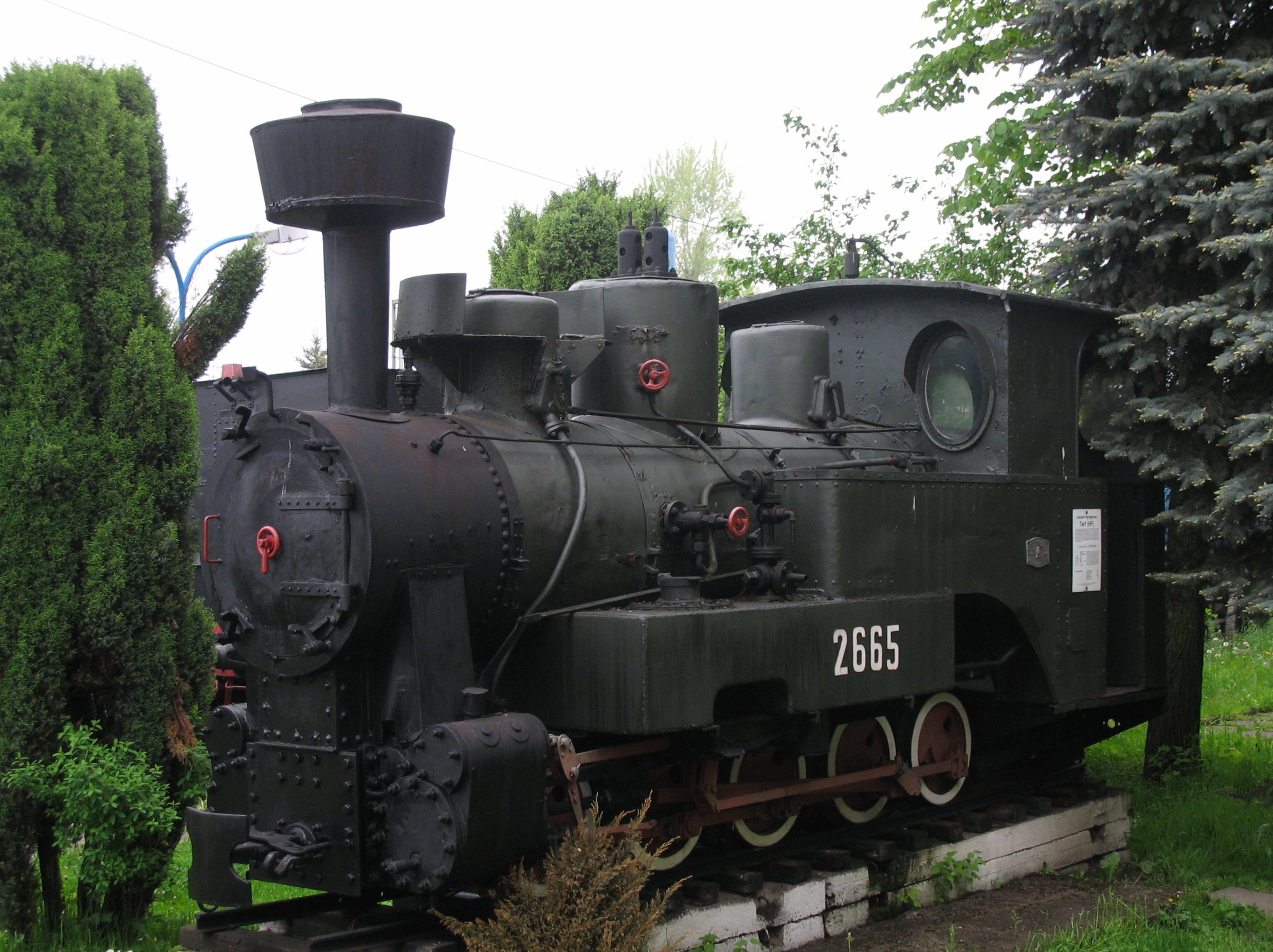
Locomotive Tw1-2665 in Chabowka

## Ausstellung
In seiner Sammlung verfügt das Museum über 51 Lokomotiven, von denen 8 fahrbereit gehalten werden sollen, 55 Wagen, 5 Schneepflüge und eine Reihe anderer Geräte.
Die Lokomotiven stammen teilweise von Fablok aus Chrzanów. Die älteste Lokomotive wurde 1878 gebaut.
Es handelt sich dabei um die einzige Sammlung in Polen, die sich schwerpunktmäßig nicht nur um generisch polnische und ehemals deutsche Fahrzeuge kümmert, sondern auch der  altösterreichischen Eisenbahngeschichte Aufmerksamkeit widmet. Chabówka lag bis 1918 in Österreich-Ungarn.

## Zugfahrten
Es werden lediglich Sonderzüge auf Bestellung angeboten, wobei die Züge nach Wünschen des Bestellers zusammengestellt werden. Die Fahrzeuge des Museums werden für Filmaufnahmen genutzt.
Außerdem finden seit 2005 einmal jährlich Dampflokparaden statt.

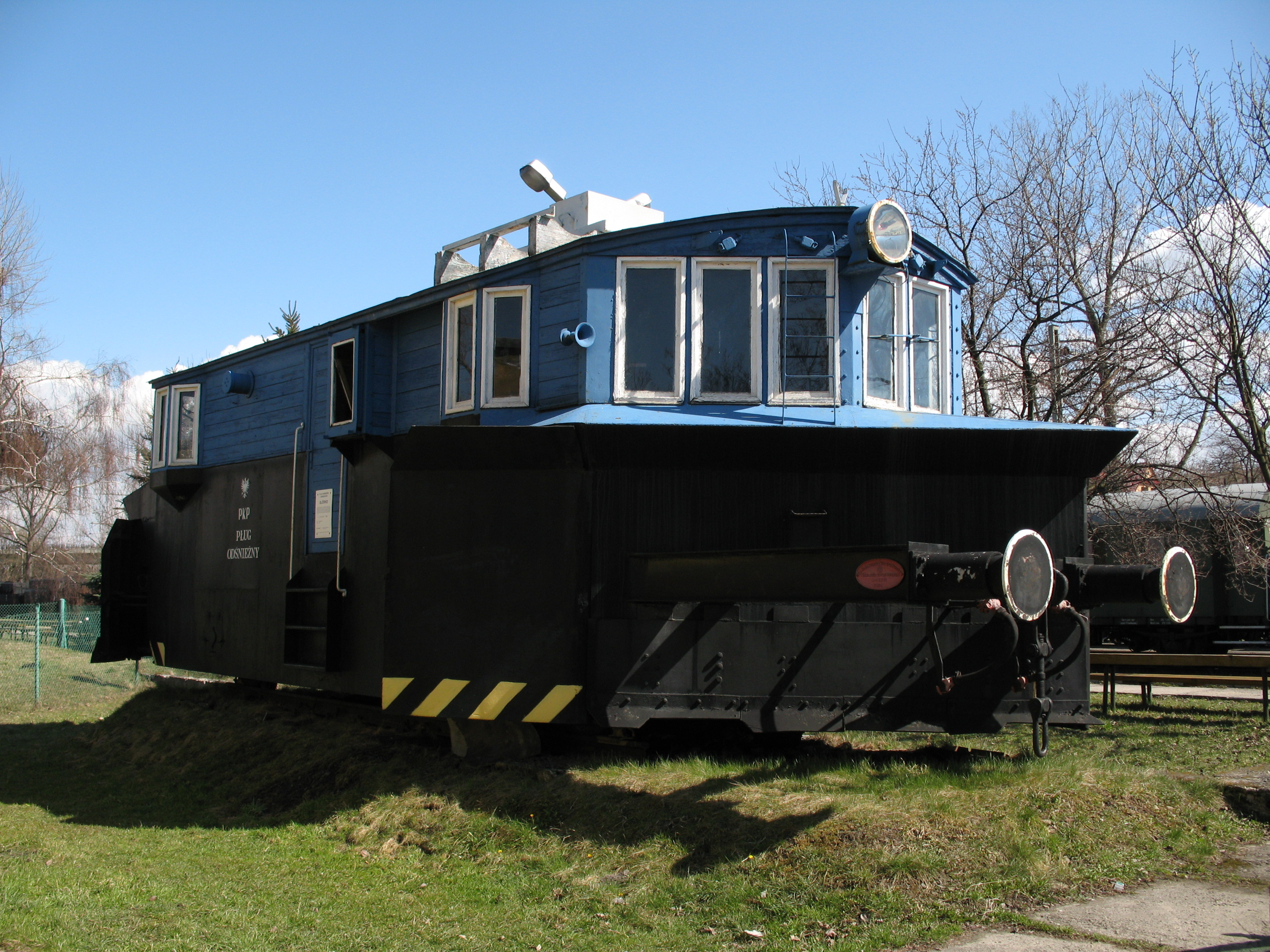
Schneepflug

## Lokomotiven im Museum (Auswahl)
Fahrbereite Dampflokomotiven:
- Ty2-953
- Ty2-911 (kontinuierlich in Chabowka stationiert seit 1947)
- TKt48-191
- Fablok TKh49-1 (Ferrum)
- Ty42-107
- OKz32-2

nicht fahrbereite Dampflokomotiven (Auswahl):
- TKb 1479 – die älteste Lokomotive in Polen